# MACS J1149 Lensed Star 1
MACS J1149+2223 Lensed Star-1—cũng gọi là Icarus, là một sao siêu khổng lồ xanh được quan sát nhờ hiệu ứng thấu kính hấp dẫn và là một trong những ngôi sao ở xa nhất từng phát hiện, thời gian ánh sáng từ sao đến Trái Đất mất hơn 9 tỷ năm (độ dịch chuyển đỏ z=1,49; khoảng cách đồng chuyển động bằng 14,4 tỷ năm ánh sáng; ngược thời gian 9,34 tỷ năm) cho tới thời điểm tháng 4 năm 2018.
Ánh sáng phát ra từ ngôi sao ở thời điểm sau 4,4 tỉ năm từ Vụ nổ lớn. Theo như một trong những người phát hiện ngôi sao, nhà thiên văn Patrick Kelly, ngôi sao này ít nhất nằm xa hơn 100 lần ngôi sao xa nhất tiếp theo (không phải là siêu tân tinh) từng được quan sát, SDSS J1229+1122, và là ngôi sao riêng lẻ đầu tiên được quan sát dưới sự phóng đại của thấu kính hấp dẫn.

## Lịch sử

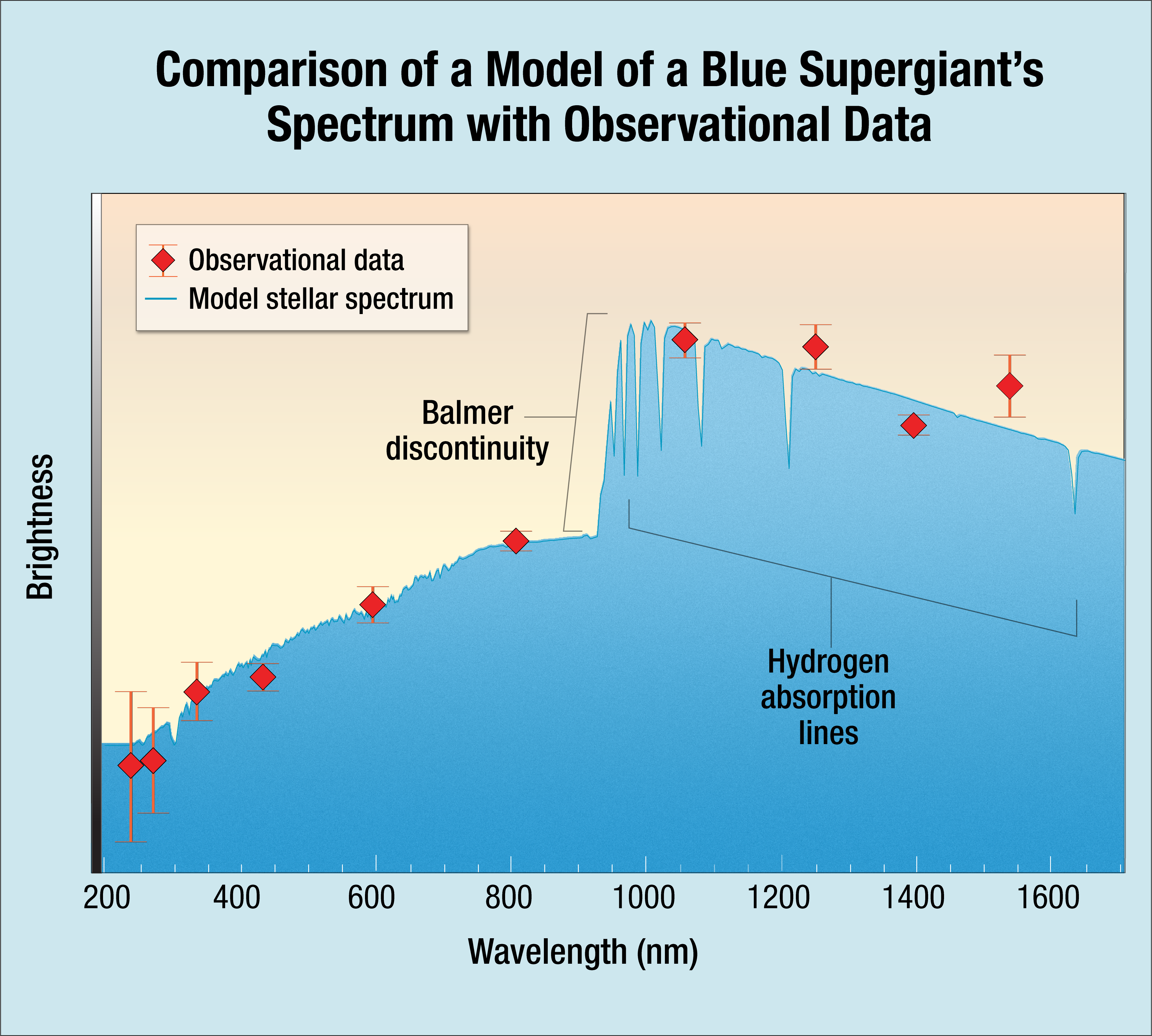
So sánh dữ liệu đo được từ Icarus với mô hình quang phổ của sao siêu khổng lồ xanh.

Trong tháng Tư và tháng 5 năm 2016, sao siêu khổng lồ xanh được tìm thấy trong quá trình nghiên cứu siêu tân tinh SN Refsdal từ các ảnh chụp của kính thiên văn không gian Hubble. Nhà thiên văn Patrick Kelly thuộc đại học Minnesota là trưởng nhóm nghiên cứu, đã đăng tải phát hiện trên tạp chí Nature Astronomy.
Trong khi lục lại các ảnh chụp vùng siêu đám thiên hà chứa SN Refsdal từ năm 2004, các nhà thiên văn phát hiện ra một điểm sáng xuất hiện trong các ảnh chụp năm 2013, và trở lên sáng hơn nhiều lần trong năm 2016. Họ xác nhận rằng nguồn sáng điểm này phát ra từ một ngôi sao đơn lẻ mà ánh sáng của nó đã được phóng đại hơn 2.000 lần nhờ hiệu ứng thấu kính hấp dẫn. Ánh sáng từ LS1 không những được phóng đại bởi khối lượng khổng lồ của cụm thiên hà MACS J1149+2223—cách xa 5 tỷ năm ánh sáng—mà còn được tăng cường bởi hiệu ứng vi thấu kính hấp dẫn (gravitational microlensing) trong một thời gian nhờ có một thiên thể đặc với khối lượng khoảng 3 lần khối lượng Mặt Trời nằm trong cụm thiên hà đi qua đường đi của ánh sáng từ ngôi sao. Mức độ phóng đại từ cụm thiên hà ước tính vào khoảng ≈600, trong khi nhờ sự kiện vi thấu kính hấp dẫn, mà đạt lớn nhất vào tháng 5 năm 2016, làm cho ảnh chụp sáng thêm cỡ ≈4. Có một đỉnh nhọn thứ hai nằm gần đỉnh nhọn cực đại trong biểu đồ đường cong ánh sáng, mà có thể là do thiên thể vi thấu kính là một hệ đôi. Thiên thể vi thấu kính có thể là một ngôi sao hoặc lỗ đen trong cụm thiên hà. Tiếp tục theo dõi và phát hiện các sự kiện như Icarus trong tương lai có thể giúp xác nhận thành phần của vật chất tối. Bình thường, các thiên thể thiên văn vật lý mà có thể phát hiện được ở khoảng cách xa như vậy là toàn bộ đám thiên hà, quasar, hoặc siêu tân tinh, nhưng nhờ kết hợp hiệu ứng thấu kính hấp dẫn và vi thấu kính hấp dẫn mà hình ảnh của ngôi sao riêng lẻ có thể phát hiện được. Các nhà thiên văn đo được ánh sáng phát ra từ một ngôi sao ổn định, không phải từ siêu tân tinh bởi vì nhiệt độ đo được không thăng giáng lớn; từ nhiệt độ bề mặt, hấp dẫn bề mặt và cường độ sáng của sao cho phép xác định được đây là một sao siêu khổng lồ xanh.
Ánh sáng đến từ ngôi sao phát ra ở thời điểm Vũ trụ có tuổi khoảng 30% tuổi hiện tại 13,8 tỷ năm. Kelly gợi ý rằng các khám phá hiệu ứng vi thấu kính hấp dẫn tương tự có thể giúp quan sát các ngôi sao trẻ nhất trong Vũ trụ sơ khai. Khi ánh sáng đến được Trái Đất và với mô hình ước lượng tuổi sao, ngôi sao này không còn là sao siêu khổng lồ xanh nữa.

## Định danh
Tên gọi chính thức của cụm thiên hà MACS J1149 dựa theo MAssive Cluster Survey (dự án khảo sát các cụm thiên hà) và tọa độ của cụm trong kỷ nguyên thiên văn J2000.
Trong khi Kelly muốn đặt tên ngôi sao là Warhol, ám chỉ khái niệm của Andy Warhol về thước phim ngắn 15 phút (15 minutes of fame), đội nghiên cứu cuối cùng chọn Icarus dựa theo hình ảnh thần thoại Hy Lạp.

## Ý nghĩa thiên văn vật lý
Khám phá chỉ ra rằng các nhà thiên văn có thể nghiên cứu những ngôi sao già nhất trong các thiên hà ở thời điểm Vũ trụ sơ khai bằng cách kết hợp hiệu ứng thấu kính hấp dẫn mạnh tác động bởi cụm thiên hà với các sự kiện vi thấu kính hấp dẫn do các thiên thể đặc trong cụm thiên hà gây ra. Bằng cách sử dụng các sự kiện này, các nhà thiên văn có thể nghiên cứu và kiểm tra một số mô hình về vật chất tối trong các cụm thiên hà và quan sát các sự kiện năng lượng cao (siêu tân tinh, sao biến quang...) trong các thiên hà trẻ.